# Liste der Monuments historiques in Trumilly
Die Liste der Monuments historiques in Trumilly führt die Monuments historiques in der französischen Gemeinde Trumilly auf.

## Liste der Bauwerke
| Bezeichnung       | Beschreibung                  | Standort | Kennzeichnung | Schutzstatus | Datum | Bild           |
| ----------------- | ----------------------------- | -------- | ------------- | ------------ | ----- | -------------- |
| Kirche Notre-Dame | Erbaut ab dem 11. Jahrhundert | (Lage)   | PA00114932    | Classé       | 1914  | weitere Bilder |

## Liste der Objekte

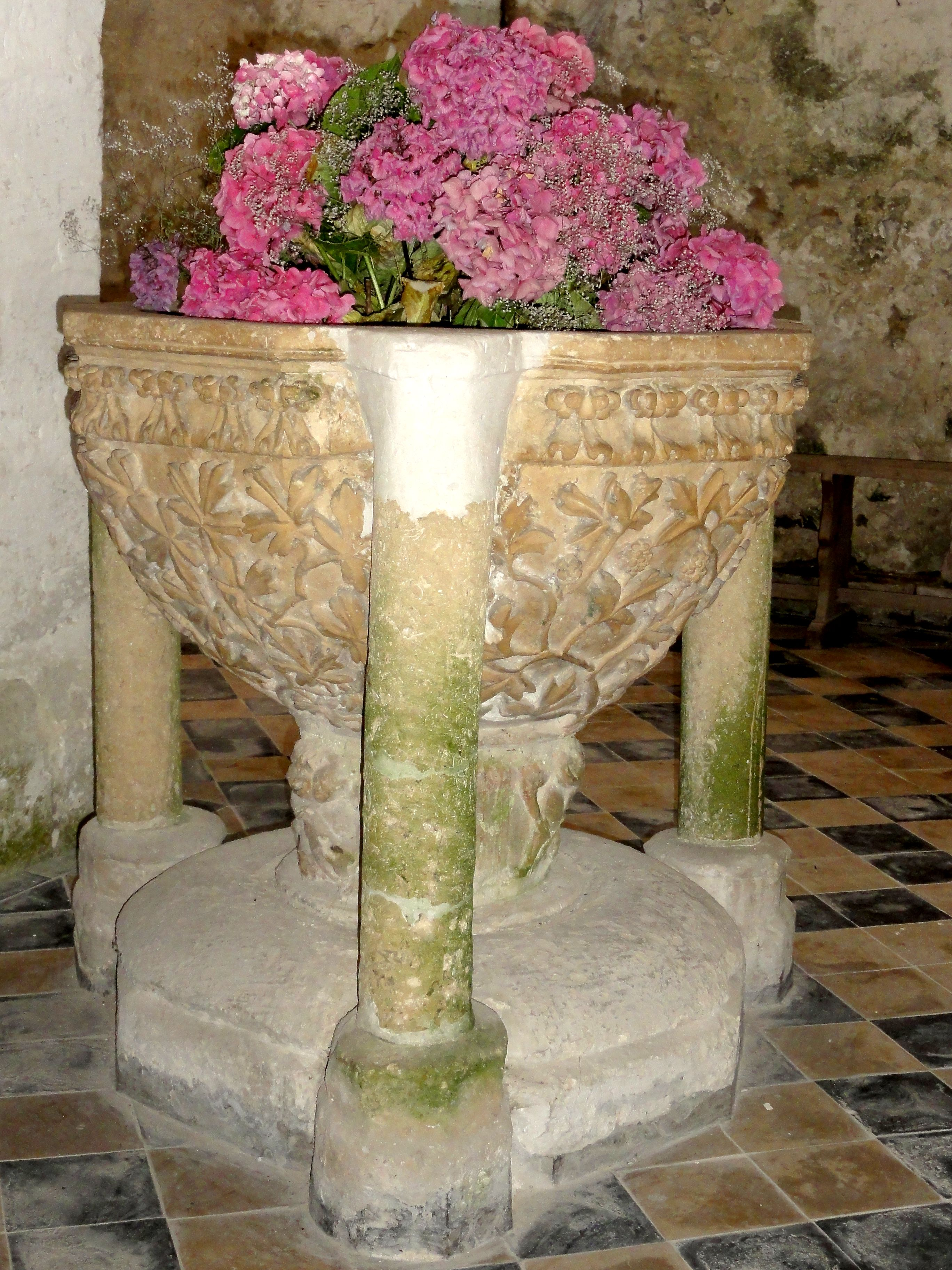
Taufbecken in Trumilly

- Monuments historiques (Objekte) in Trumilly in der Base Palissy des französischen Kultusministeriums

Siehe auch: Taufbecken (Trumilly)